# Megàfon

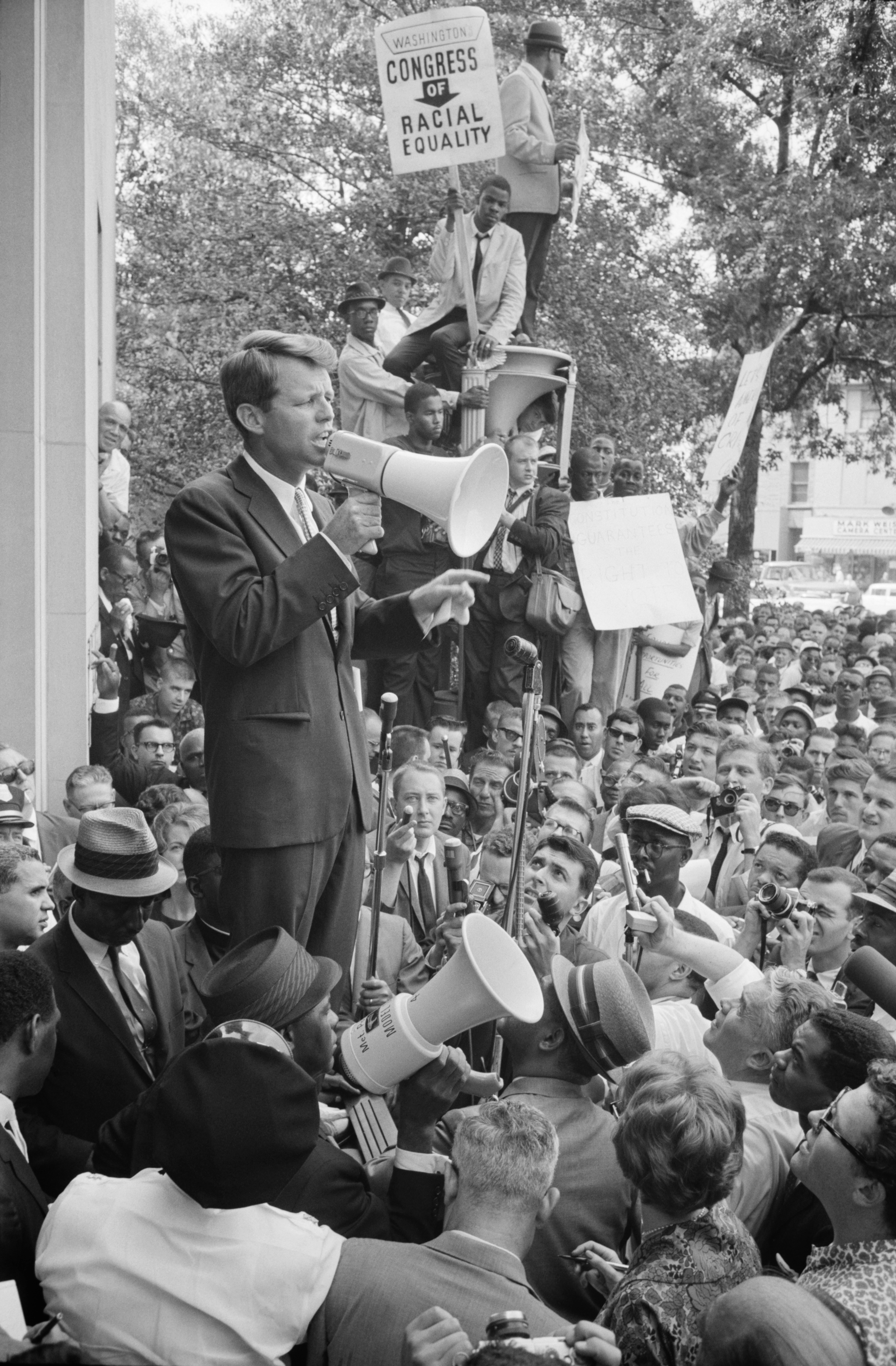
Robert Kennedy dirigint-se al públic amb un megàfon portàtil

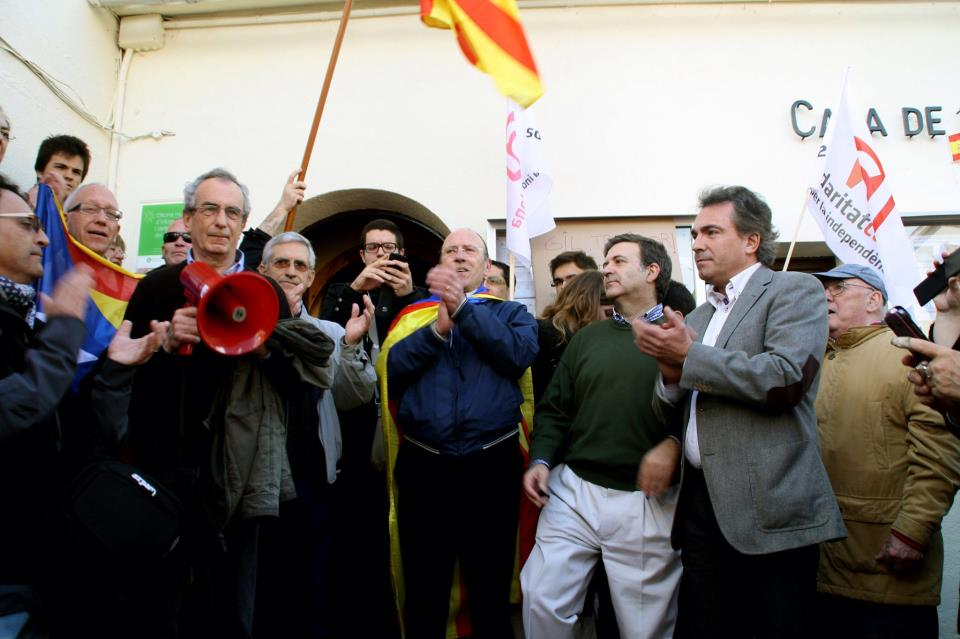
Jordi Fornas a punt de dirigir-se als assistents a una concentració amb un megàfon. Gallifa, 30/3/2013.

Un megàfon (del grec megues "gran" i fonemes "veu") és un aparell amb forma de con utilitzat per amplificar sons. La seva principal qualitat és que no necessita un sistema de so complet amb micròfon o altaveus i que és portàtil. Sovint, els megàfons són utilitzats en manifestacions, esdeveniments esportius, mítings, etc. Al cinema solen aparèixer en mans de la policia o els bombers quan necessiten comunicar-se amb algú allunyat. Avui dia, la majoria dels megàfons són elèctrics, amb un petit Amplificador electrònic alimentat per una bateria.
Qui va ser l'inventor inicial del megàfon és un tema de controvèrsia històrica, ja que tant Samuel Morland i Athanasius Kircher reclamen ser-ne l'inventor. Morland, en un treball publicat el 1671, va escriure sobre la seva experimentació amb diferents tipus de corn i la seva variant de més èxit. Aquest corn era de coure i feia més de 20 peus de longitud, suposadament, podia projectar vocalitzacions fins a una milla i mitja.

## Història
L'inventor inicial de la trompeta o con parlant (conegut com a megàfon), és un tema de controvèrsia històrica. Hi ha hagut referències als parlants de l'Antiga Grècia (segle v aC) que usen màscares amb cons que sobresurten de la boca per ampliar les seves veus als teatres. Els arquitectes hel·lènics també haurien pogut utilitzar conscientment la física acústica en el disseny dels amfiteatres.

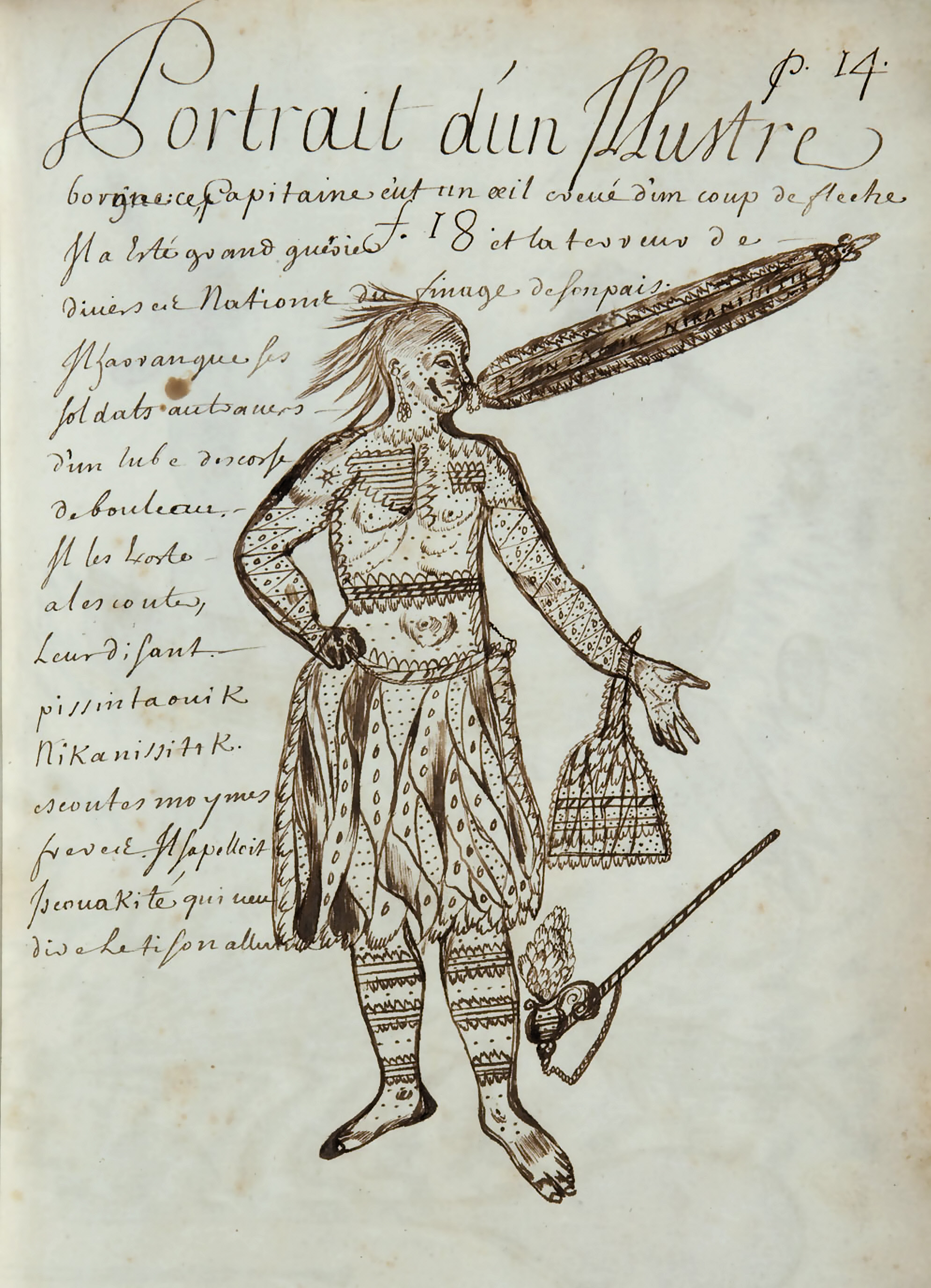
Codex canadensis

Un dibuix de Louis Nicolas a la pàgina 14 of del Codex canadensis, circa 1675 a 1682, mostra els caps dels amerindis  emprant un megàfon fet d'escorça de bedoll. El text que acompanya la il·lustració diu que dirigeix els soldats a través d'un tub d'escorça de bedoll.

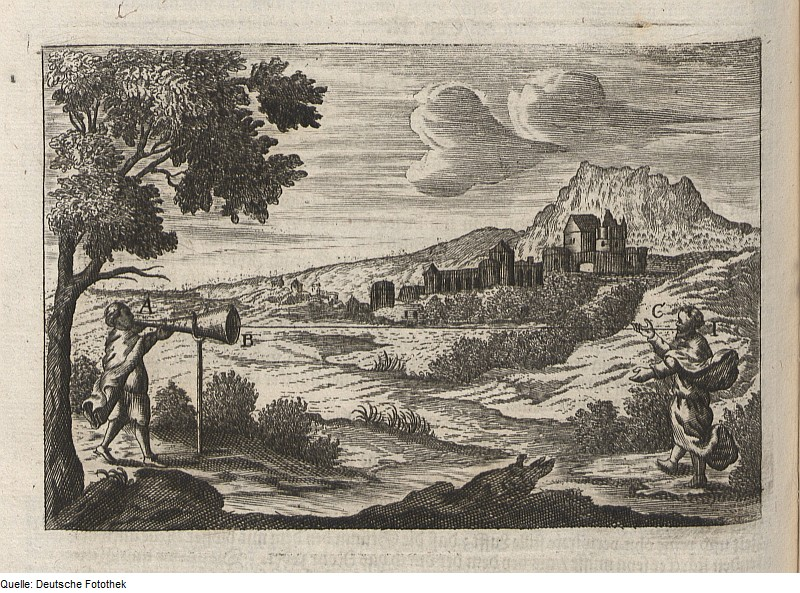
Dibuix d'Athanasius Kircher, 1684, mostra un home emprant un megàfon per comunicar-se a la distància

Ambdós Samuel Morland i Athanasius Kircher han estat reconeguts com a inventors de megàfons a la mateixa època al segle xvii. Morland, en un treball publicat el 1655, va escriure sobre la seva experimentació amb diferents cons. El seu megàfon més gran consistia en un tub de coure de més de 20 peus que podria projectar la  veu d'una persona a una milla i mitja.
Vint anys abans, Kircher va descriure un dispositiu que es podia utilitzar tant com a megàfon (per parlar) com per a escoltar fora de les cases. El seu con enrotllat es basaria en estar muntat al costat d'un edifici, amb un extrem estret dins del qual es podria parlar o escoltar, i la boca ampla que sobresortiria a través de la paret exterior.
Morland va afavorir un dispositiu de veu recte amb forma de tub. El con de Kircher, d'altra banda, va utilitzar un disseny "coclear", on el con es retorça i enrotlla per fer-lo més compacte.
Més tard, es va dissenyar en paper maixé una trompeta anomenada Sengerphone. A més, a les ruïnes de Tiwanaku hi ha pedres al voltant del lloc central amb forats amb forma de megàfon. El seu propòsit és avui desconegut, però com els guàrdies locals poden mostrar, és possible amplificar la veu humana, ja que és prou alt com per escoltar-lo en una gran àrea.
El terme "megàfon" es va associar primer amb l'instrument de Thomas Edison 200 anys més tard. El 1878, Edison va desenvolupar un dispositiu similar a la “trompeta parlant” amb l'esperança de beneficiar els sords i els auditius. La seva variació incloïa tres embuts separats alineats en una fila. Els dos embuts exteriors, de sis peus i vuit polzades de llarg, eren de paper i connectats a un tub inserit a cada oïda. L'embut del mig era similar a la trompeta de Morland, però tenia una ranura més gran per inserir la boca d'un usuari.
Amb el megàfon d'Edison, es podia sentir un petit xiuxiueig a mil metres de distància, mentre que un to normal de veu es podia sentir fins a uns dos quilòmetres. A l'extrem de l'escolta, el receptor podia percebre un xiuxiueig baix a mil metres de distància. Tanmateix, l'aparell era massa gran per ser portàtil, limitant-ne l'ús. George Prescott va escriure: "El principal inconvenient actual és la gran grandària de l'aparell".
Des de la dècada de 1960, els megàfons acústics han estat generalment substituïts per versions elèctriques, encara que el megàfon acústic, més barat, lleuger i robust encara s'utilitza en alguns llocs, com l'animació d'esdeveniments esportius o els vigilants de platges, on la humitat podria malbaratar l'electrònica del megàfons elèctrics.

## Megàfon elèctric
Un megàfon elèctric és un sistema de reforç del so de mà, un dispositiu electrònic que amplifica la veu humana com un megàfon acústic, usant energia elèctrica. Consisteix en un micròfon que converteix les ones de so en un senyal d'àudio elèctric, un amplificador alimentat per una bateria per augmentar la potència del senyal d'àudio, i un altaveu per convertir el senyal d'àudio a les ones de so de nou. Encara que lleugerament més pesat que els megàfons acústics, els megàfons elèctrics poden amplificar la veu a un nivell superior, a més de 90 db. Han substituït els megàfons acústics en la majoria de les aplicacions, i generalment s'utilitzen per fer front a les congregacions de persones, sempre que no estiguin disponibles els sistemes estacionaris d'adreces públics; a esdeveniments esportius a l'aire lliure, sets de pel·lícules o manifestacions.
Encara que existeixen sistemes electrònics de reforç de so des que es van desenvolupar els amplificadors de vàlvules a principis de 1920, les versions de vàlvules eren massa pesants per ser portàtils. Els megàfons elèctrics portàtils pràctics haurien d'esperar el desenvolupament de la microelectrònica, que va arribar amb la invenció del transistor el 1947. El 1954, TOA Corporation va desenvolupar l'EM-202, el primer megàfon transistoritzat del món.
Les versions de mà es configuren generalment com l'antic megàfon acústic, amb un micròfon en un extrem i un altaveu de clavilla a l'altre i un mànec tipus pistola al costat, amb un interruptor d'activació. En ús, el dispositiu es manté a la boca i mentre es prem l'interruptor per activar-lo mentre es parla. Altres versions més grans es pengen de l'espatlla sobre una corretja i disposen d'un micròfon de mà separat en un cable per parlar, de manera que els usuaris poden dirigir-se a una multitud sense que l'instrument els amagui la cara. Hi ha una àmplia gamma de megàfons elèctrics moderns al mercat, amb característiques com la potència, el pes, el preu, etc.
La forma del megàfon afecta directament l'abast de la projecció; els cons més estrets compensen la menor potència concentrant el so de manera més pronunciada que els cons amples.

## Impacte a la societat

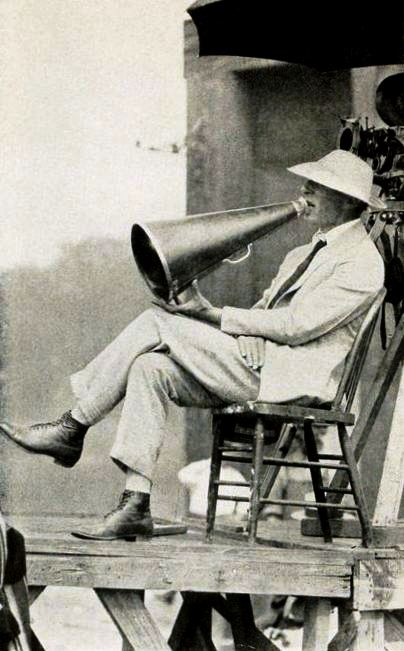
El director de cinema mut, D. W. Griffith, emprant un megàfon l'any 1922.

Els megàfons portàtils són àmpliament utilitzats per a la gestió de multituds i la comunicació de masses. Quan es necessita comunicar informació o directrius a una gran quantitat de persones en un lloc, un megàfon elèctric és valuós quan altres sistemes de reforç de so no estan presents.
A més de les seves implicacions pràctiques, els sistemes de reforç de so, inclosos els megàfons, també han tingut un impacte social. Aquests sistemes han ajudat a promoure la participació de les dones a la societat. En esdeveniments com les Convencions Nacionals Republicanes i Democràtiques de 1920, quan es van popularitzar les dones van utilitzar aquestes tecnologies amplificadores durant la convocatòria de participants. Més tard, els megàfons elèctrics portàtils es van estendre en aquesta influència igualitària a tot tipus d'esdeveniments a l'aire lliure. Alguns líders de protesta usen megàfons elèctrics per parlar amb una multitud a l'aire lliure o amb altres manifestants.
A partir del 2010, als camps on hi ha animadores esportives (cheerleaders) són dels pocs llocs on encara s'utilitza megàfon acústic. A les animadores esportives a la Universitat de Minnesota, a l'any 1898, se’ls acreditava en l'ús de megàfons acústics en les rutines. Des d'aleshores, les animadores han confiat fortament en megàfons acústics durant les actuacions en esdeveniments esportius. En general, les animadores femenines usarien burles mentre que les animadores masculines, amb grans veus, projectarien aplaudiments a través de megàfons. La projecció vocal és un aspecte important per a l'animació, per la qual cosa els experts recomanen l'ús de megàfon acústic no només per augmentar el volum de so, sinó també per protegir les veus de l'esforç.
Durant dècades, els directors de cinema han utilitzat megàfons per comunicar-se amb els actors i amb el seu equip on era difícil d'escoltar. El megàfon acústic es va convertir en una icona emblemàtica del director de pel·lícules, tot i que els directors moderns utilitzen megàfon elèctric. Un dels principals contribuïdors d'aquest tòpic va ser Cecil B. DeMille, director de pel·lícules èpiques com[The Ten Commandments i The King of Kings. Moltes de les seves pel·lícules eren èpoques bíbliques on participaven grans conjunts de persones a l'aire lliure que requerien comunicació amb centenars d'extres.
El so distorsionat diferenciat d'una veu humana amplificada per un megàfon és àmpliament reconegut, des del seu ús en estacions de tren i autobusos i als esports. Aplicat a la música, dona el so d'un antic gramòfon. S'ha utilitzat en publicitat de ràdio i a la música popular per donar efectes retro i sovint humorístics. Es pot processar una veu o música enregistrades per donar-li un efecte de so "megàfon" sense utilitzar un megàfon real, mitjançant sampleritzacions i programari. En la gravació de programari com Logic Pro i Pro Tools, seleccionar certs filtres i configuracions produirà un so artificial gairebé indistingible d'un megàfon elèctric.

## Restriccions legals
Els governs poden aprovar lleis que restringeixen l'ús de megàfons amplificats electrònicament. Als Estats Units el fet d'utilitzar un megàfon en públic pot restringir-se a determinats nivells de decibels, hora del dia o estar directament prohibits en els barris residencials. No obstant això, segons la Primera esmena, els tipus específics de veu utilitzats amb un megàfon no es poden restringir.